# Dolopichthys pullatus
Dolopichthys pullatus är en fiskart som beskrevs av Regan och Ethelwynn Trewavas 1932. Dolopichthys pullatus ingår i släktet Dolopichthys och familjen Oneirodidae. Inga underarter finns listade i Catalogue of Life.